# Nagasaki (thành phố)
Thành phố Nagasaki (長崎市 (Trường Kì thị) Nagasaki-shi), listenⓘ là thủ phủ và là thành phố lớn nhất của tỉnh Nagasaki của Nhật Bản. Thành phố này tọa lạc tại bờ Tây Nam của đảo Kyūshū - đảo cực nam trong 4 hòn đảo chính của Nhật Bản. Đây là trung tâm của những ảnh hưởng từ châu Âu trong thời kỳ cận thế Nhật Bản, từ những tiếp xúc ban đầu, trải qua thời kỳ bế quan tỏa cảng đến giai đoạn mở cửa và hiện đại hóa Nhật Bản thời Minh Trị Duy Tân. Đây là căn cứ Hải quân đế quốc Nhật Bản vào thời kỳ Chiến tranh Thanh – Nhật và Chiến tranh Nga – Nhật, là thành phố thứ hai bị Hoa Kỳ ném bom nguyên tử trong vụ ném bom nguyên tử xuống Hiroshima và Nagasaki trong Chiến tranh thế giới thứ hai. Nagasaki tọa lạc tại đầu của một vịnh biển dài tạo thành một cảng tự nhiên tốt nhất trên đảo Kyūshū. Khu vực dân cư và thương mại chính của thành phố nằm trên một khu vực đồng bằng nhỏ đoạn gần cuối vịnh. Đồng bằng này thực chất là hai thung lũng do hai dòng sông cách nhau bởi một dãy núi tạo nên.
Năm 2006, dân số của thành phố là 455.156 người và diện tích là 406,35 km².

## Các điểm tham quan tại thành phố
- Đền Khổng Tử
- Bảo tàng Lịch sử Dejima
- Chùa Kofuku-ji
- Cầu Megane
- Bảo tàng Lịch sử và Văn hóa Nagasaki
- Công viên hòa bình Nagasaki
- Bảo tàng Khoa học Nagasaki
- Vườn Bách thảo Subtropical Nagasaki
- Bảo tàng tưởng niệm Siebold
- Bảo tàng Nghệ thuật Nagasaki
- Nhà thờ chính tòa Urakami
- Chùa Miyo-Ken

## Hình ảnh

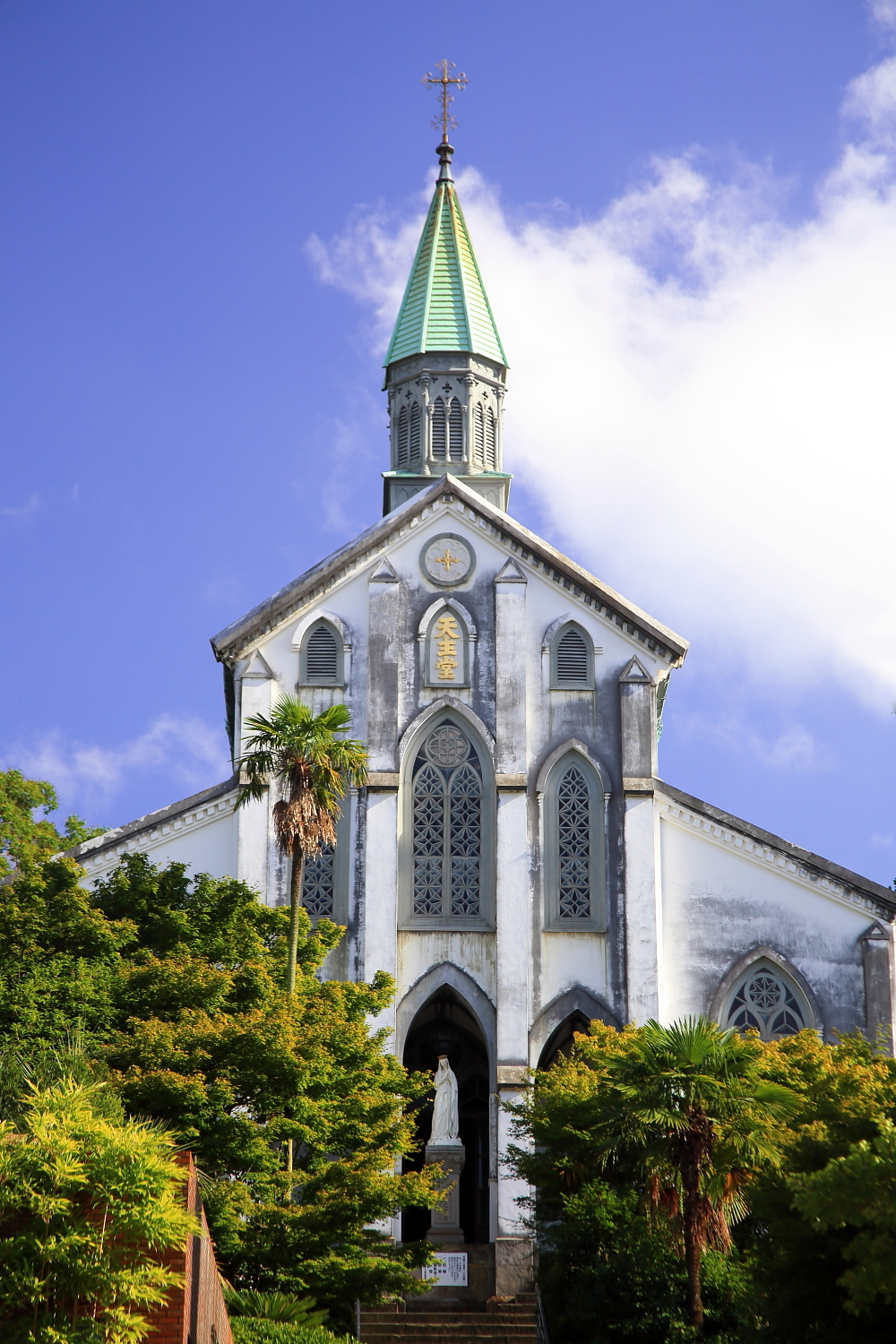
大浦天主堂
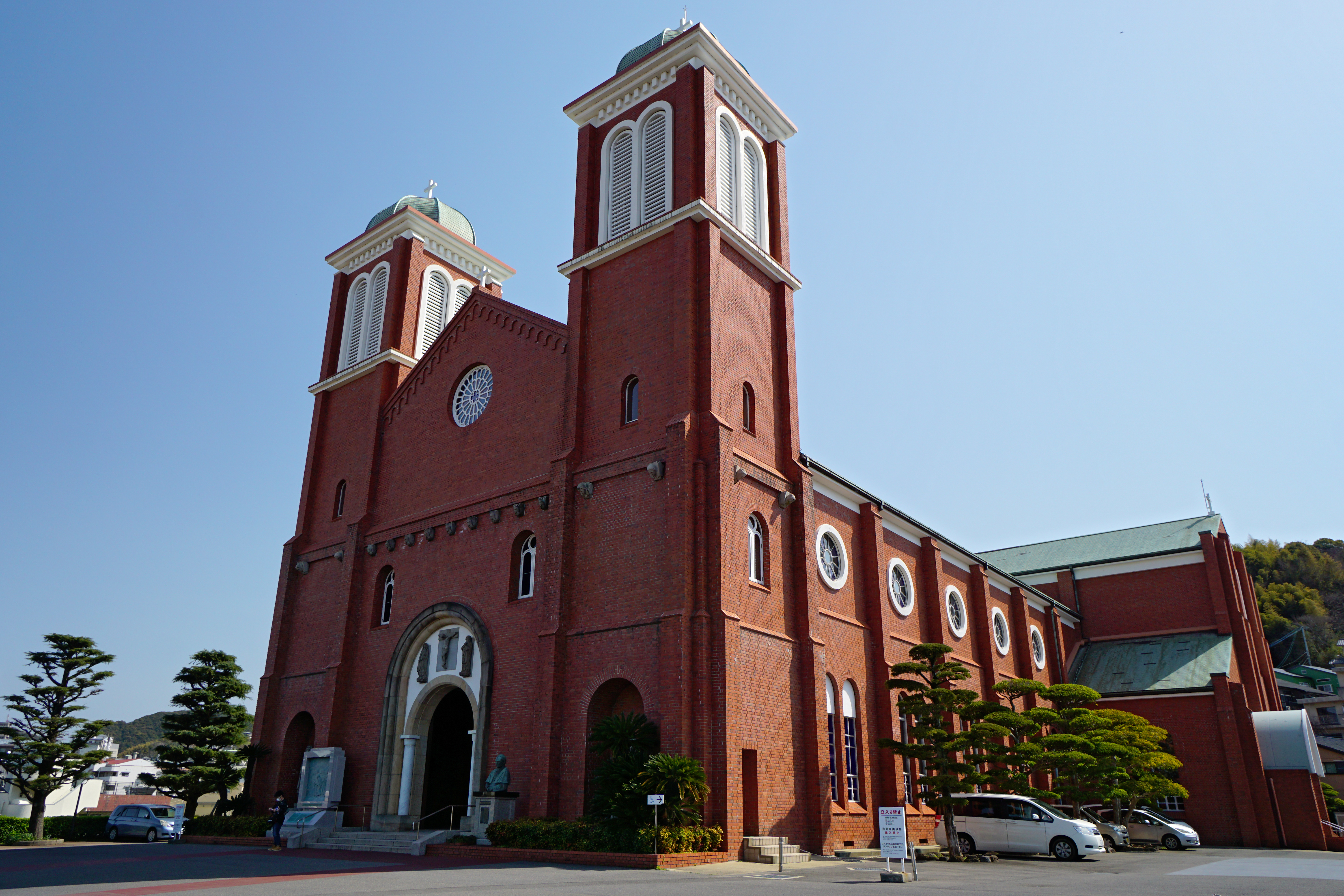
浦上天主堂
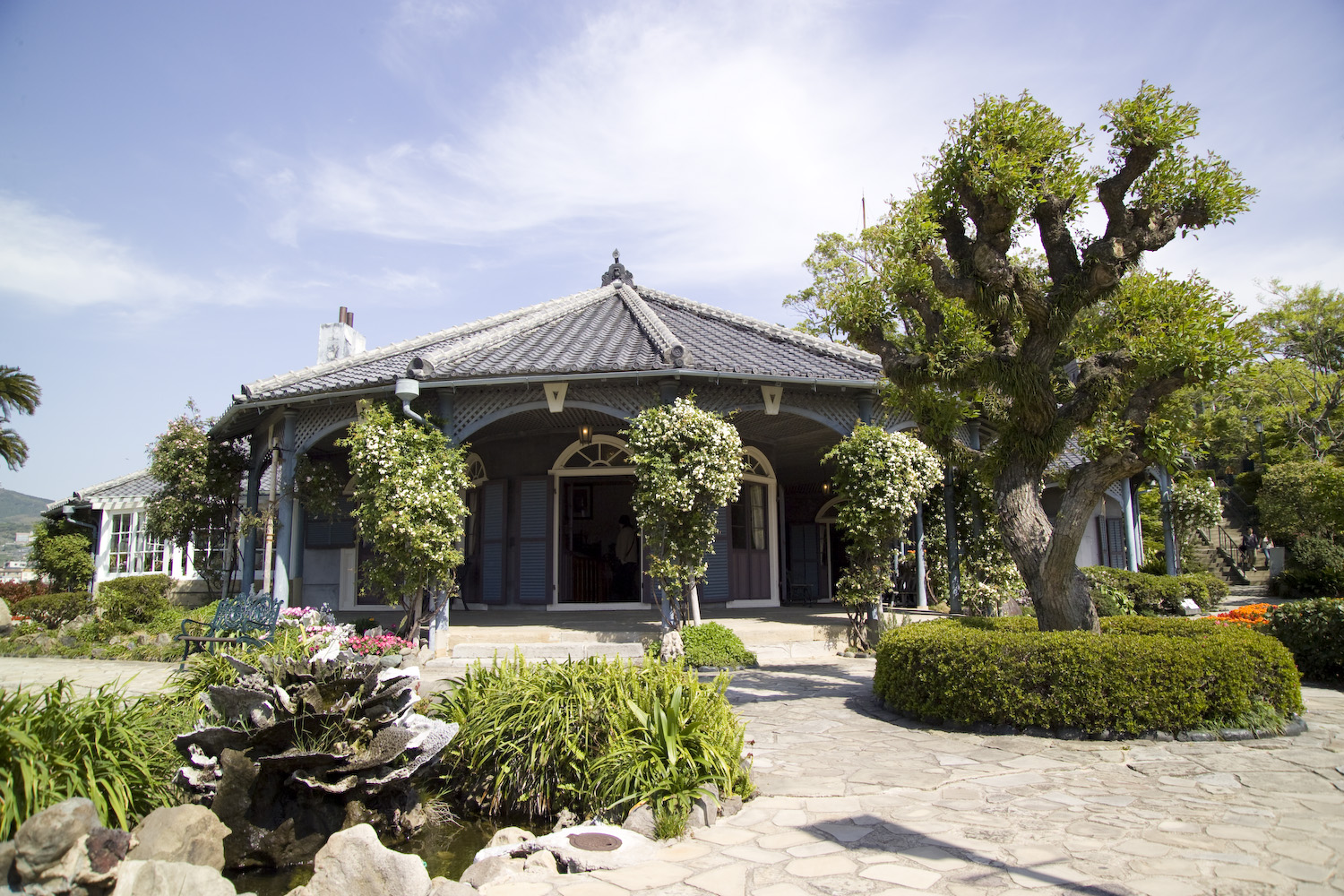
グラバー園
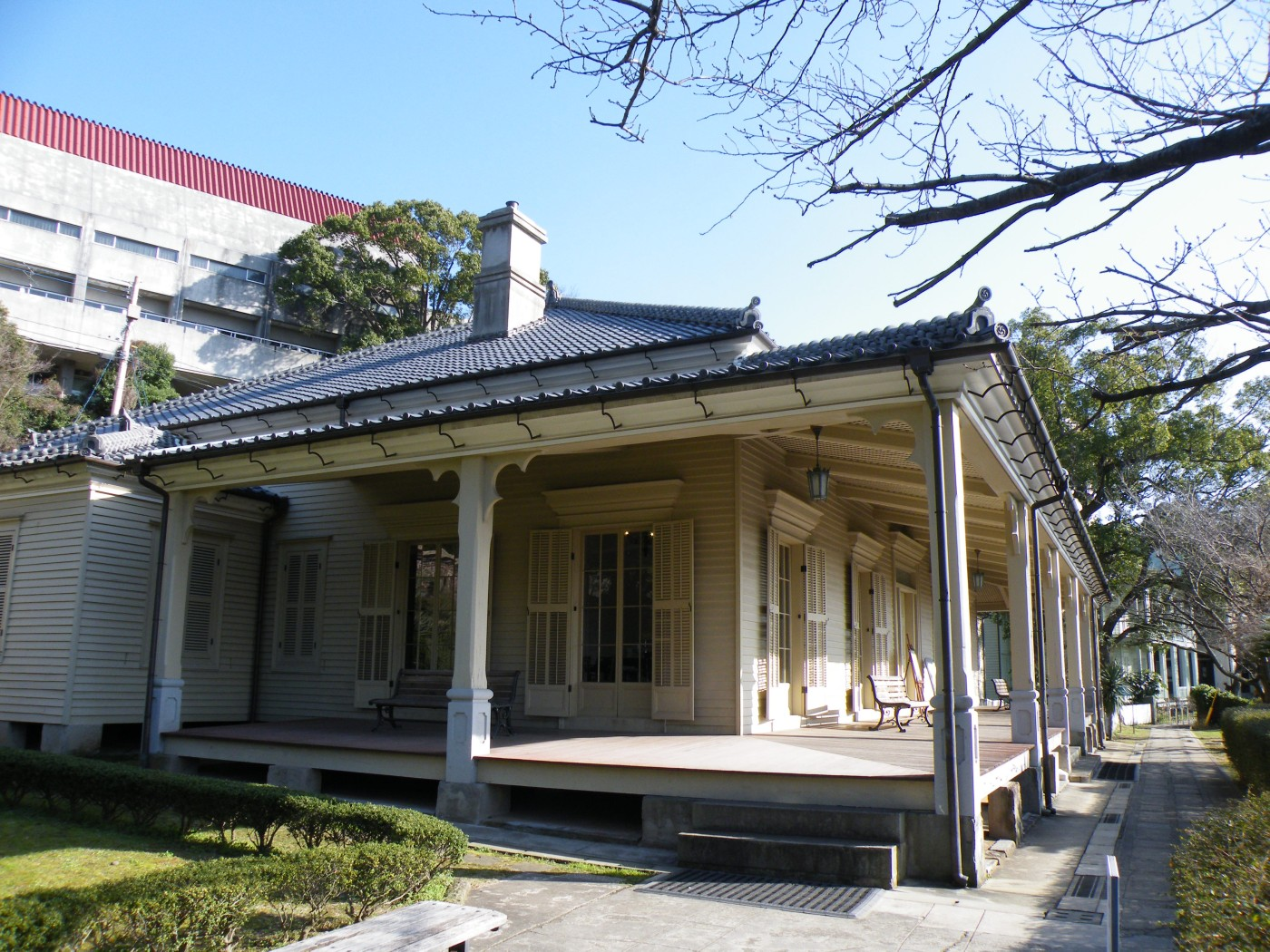
東山手十二番館
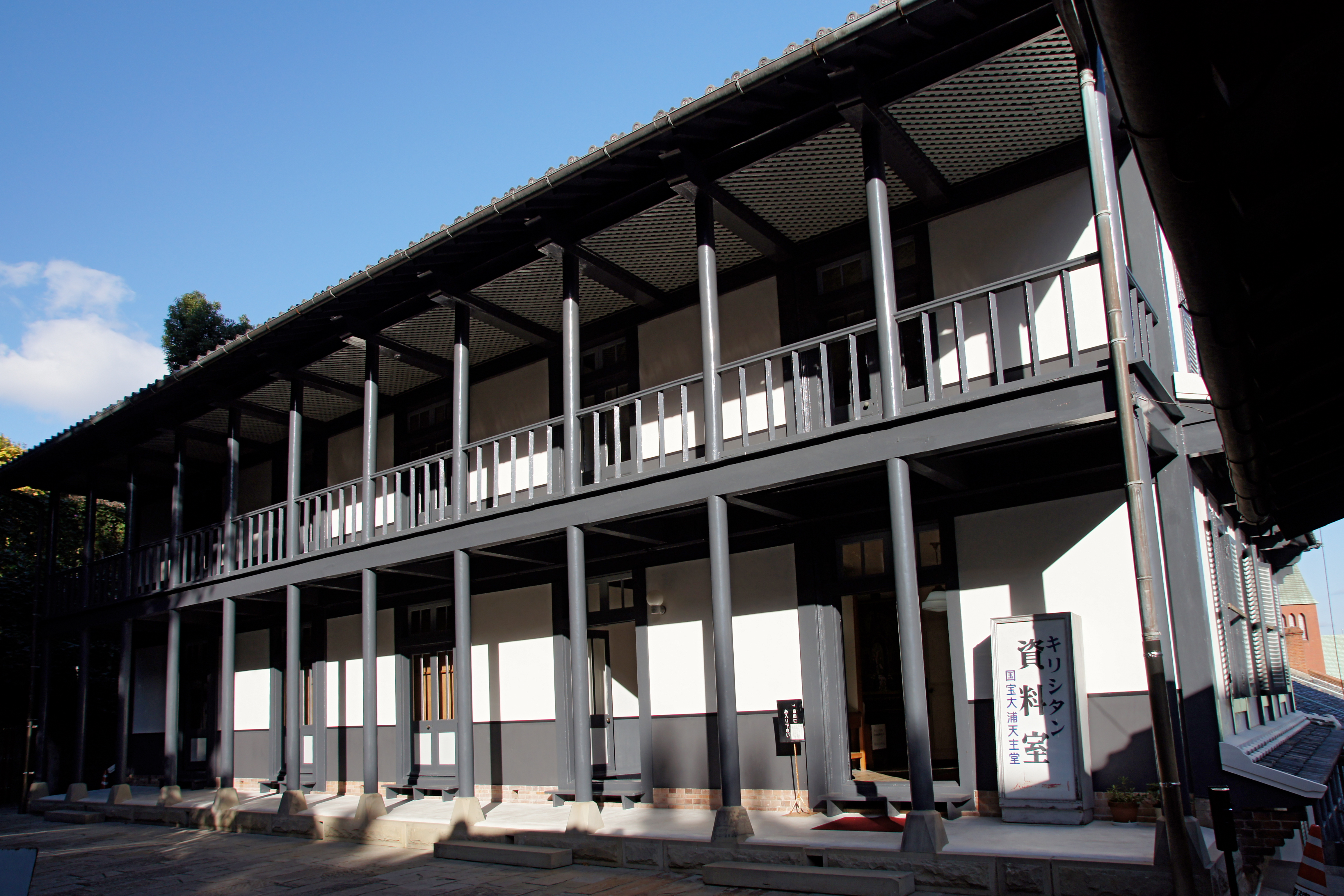
旧羅典神学校
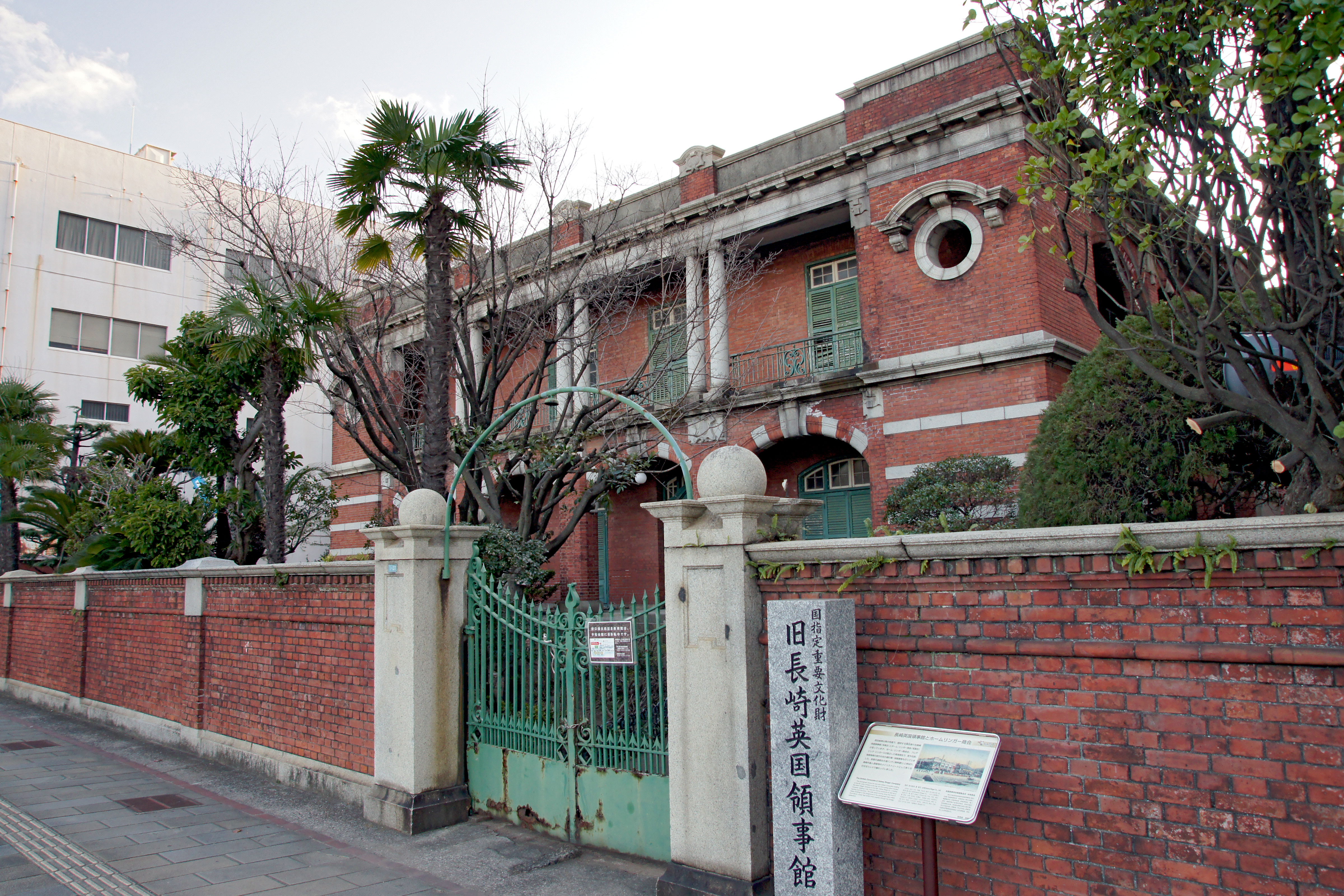
旧長崎英国領事館
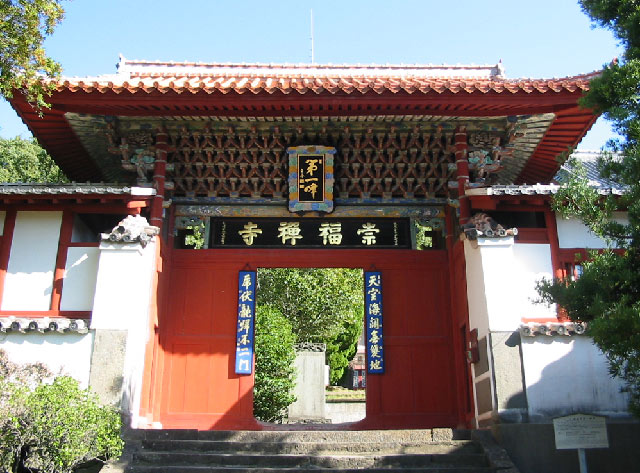
崇福寺
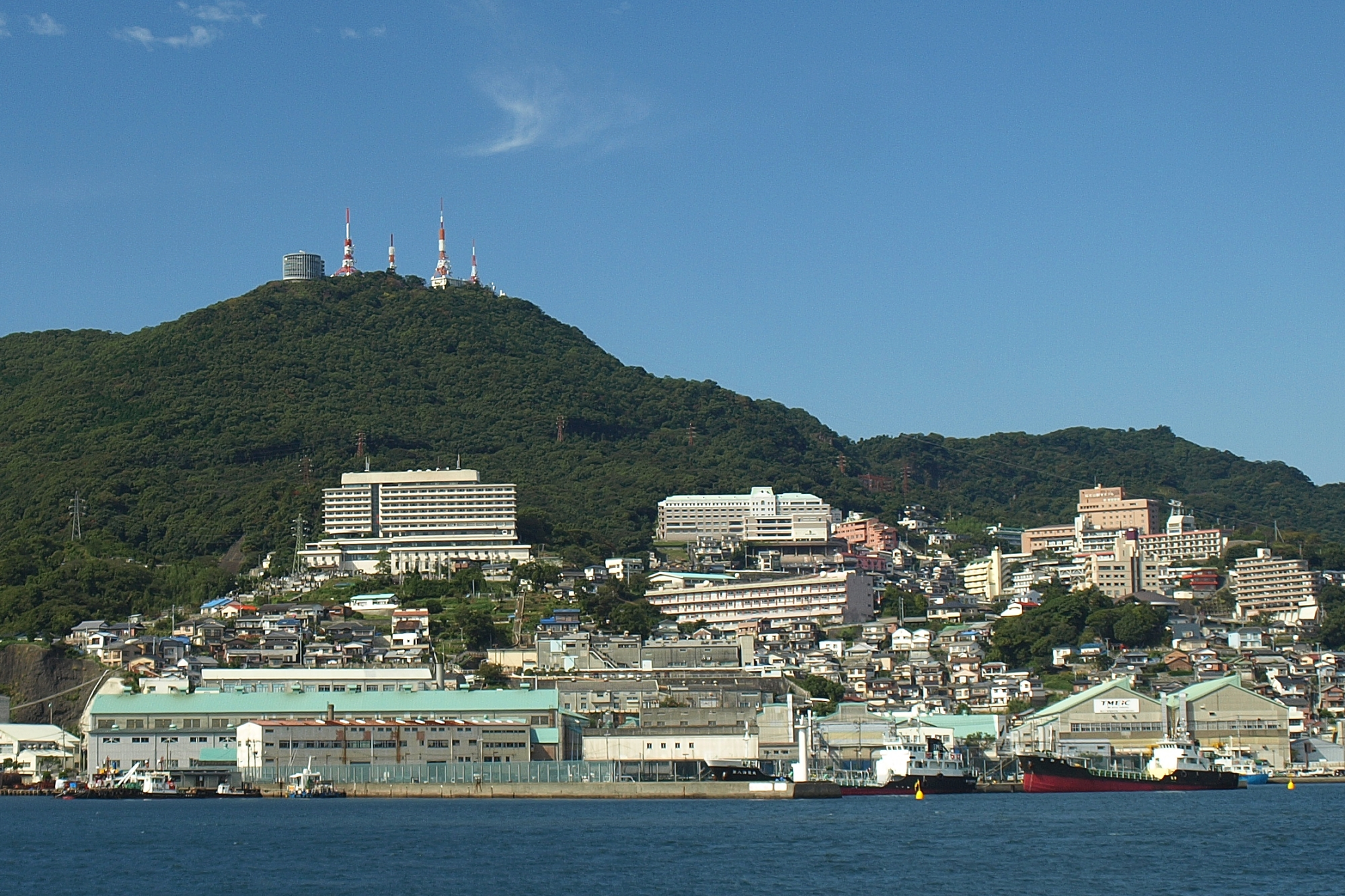
稲佐山
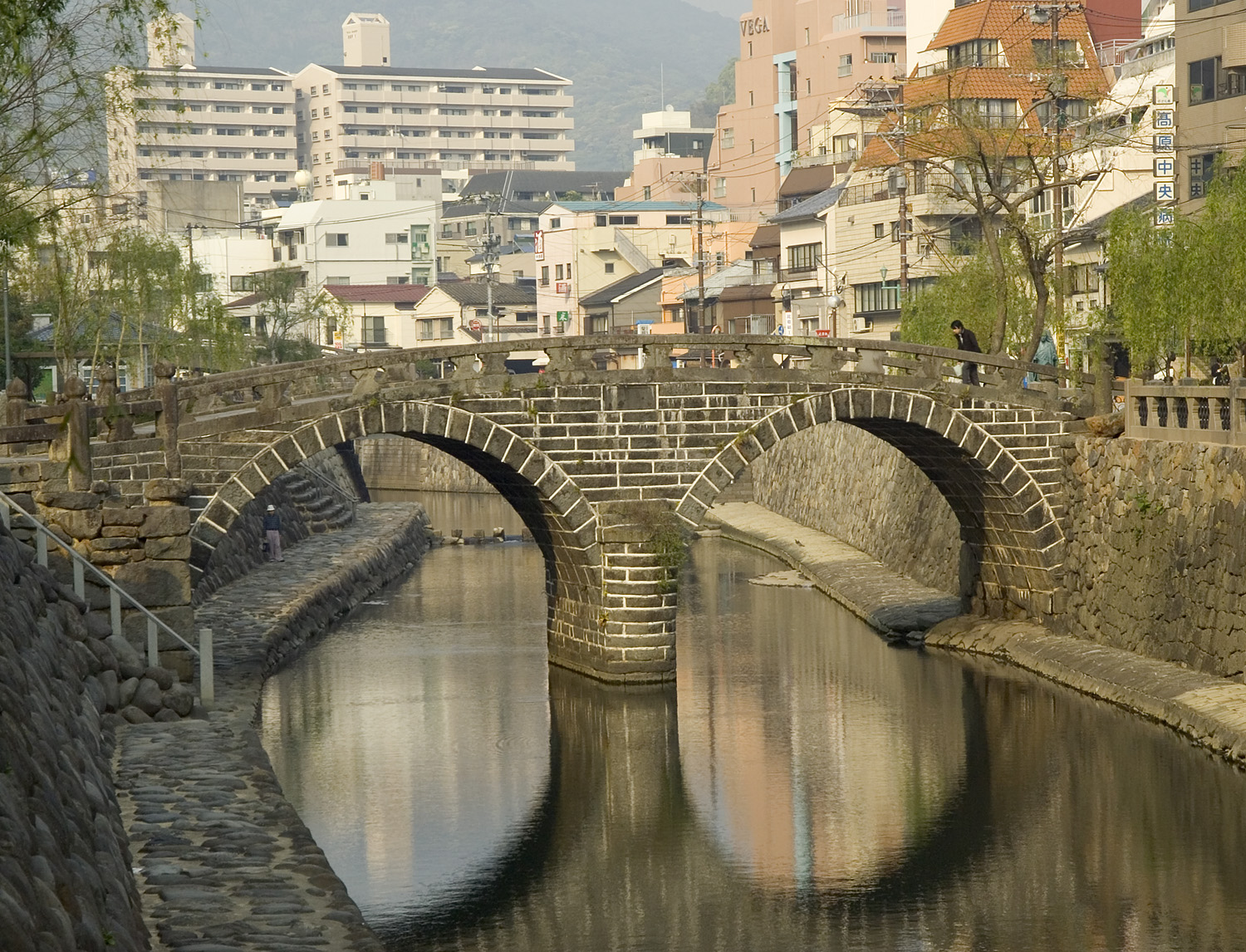
眼鏡橋
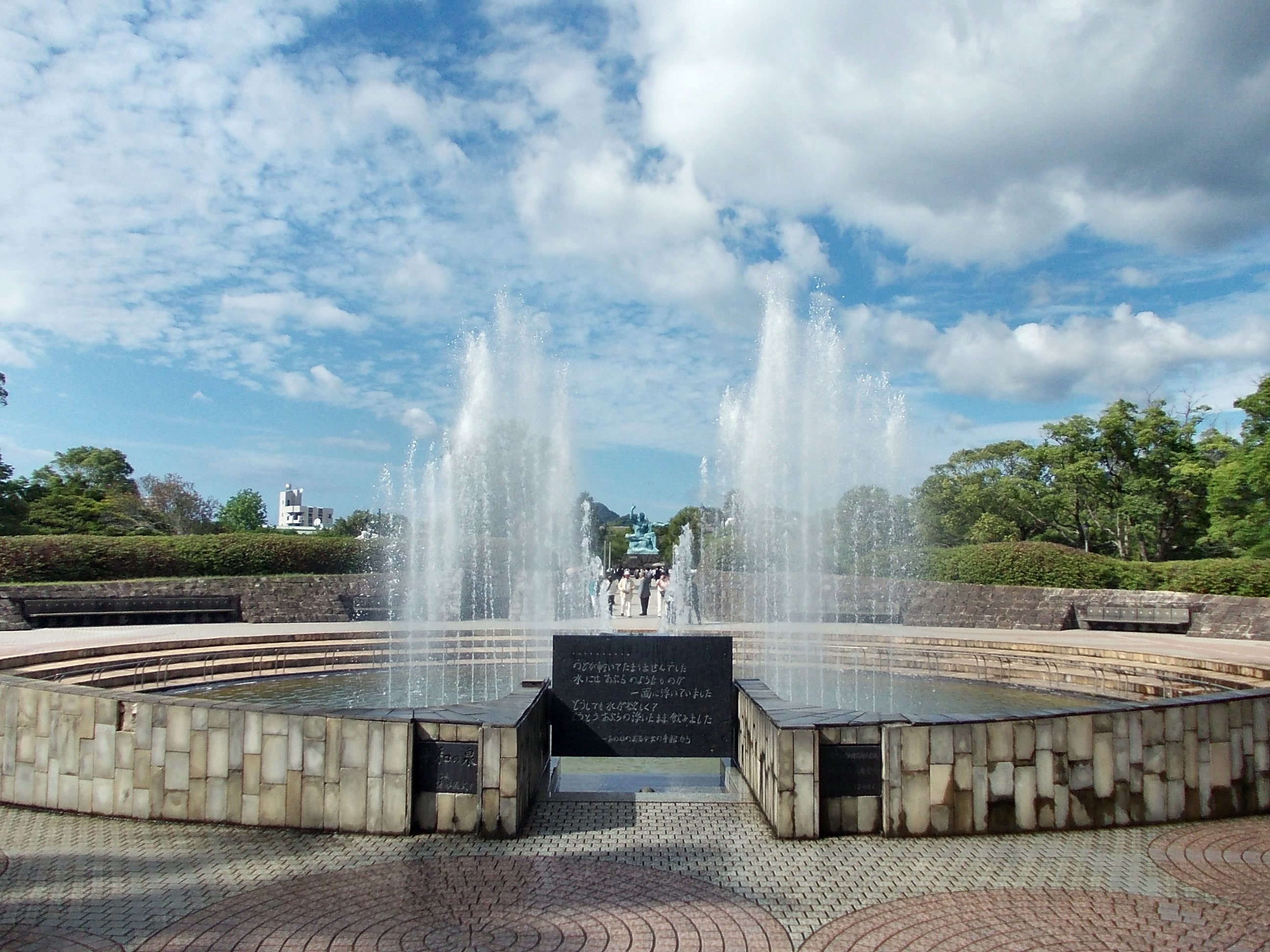
平和公園
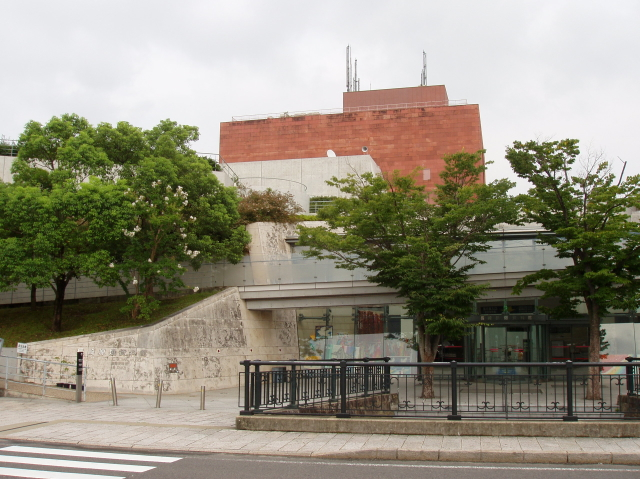
長崎原爆資料館
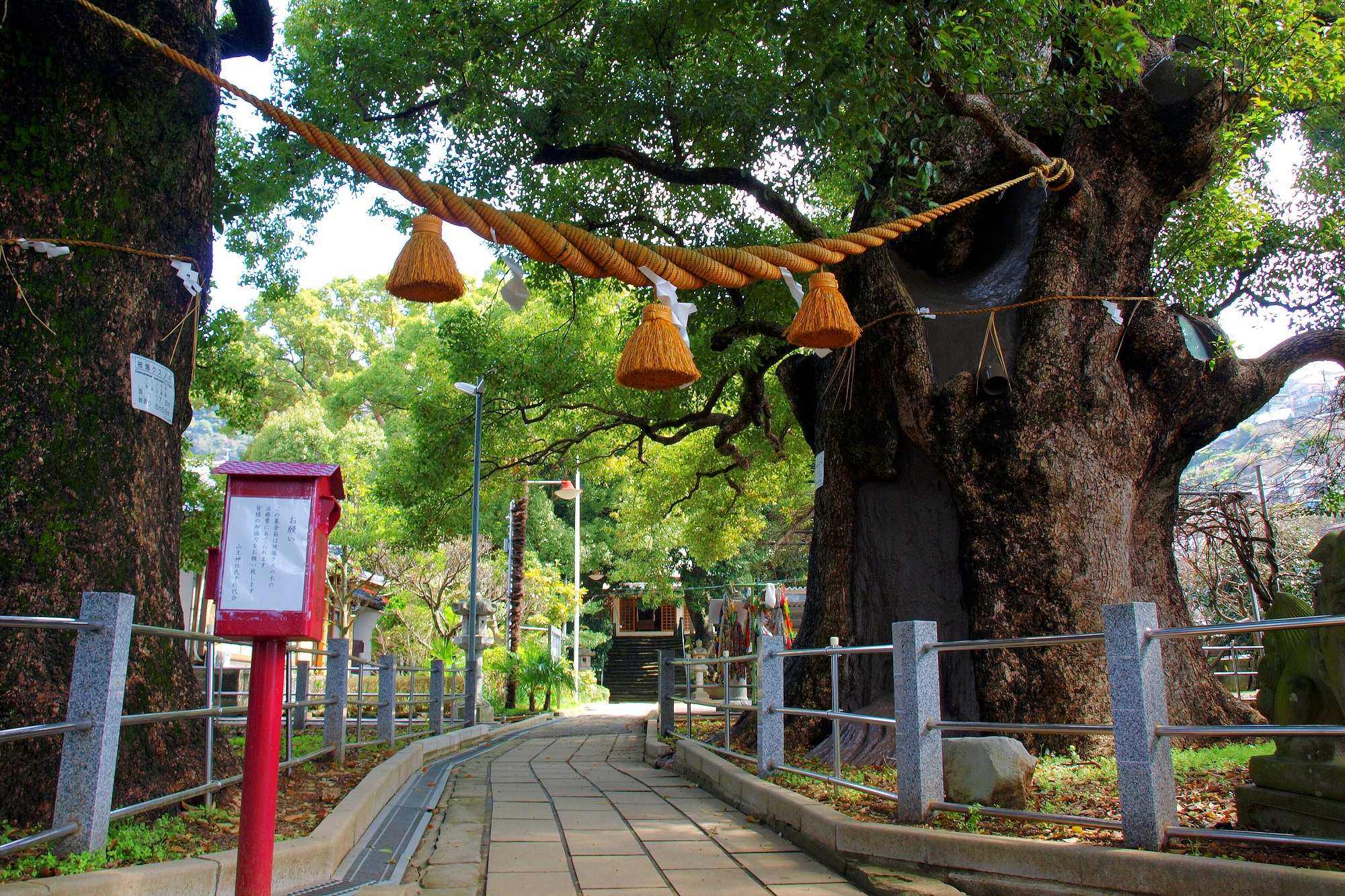
山王神社

## Liên kết trong
- Lưu trữ ngày 5 tháng 12 năm 2013 tại Wayback Machine